# دعارة الشارع

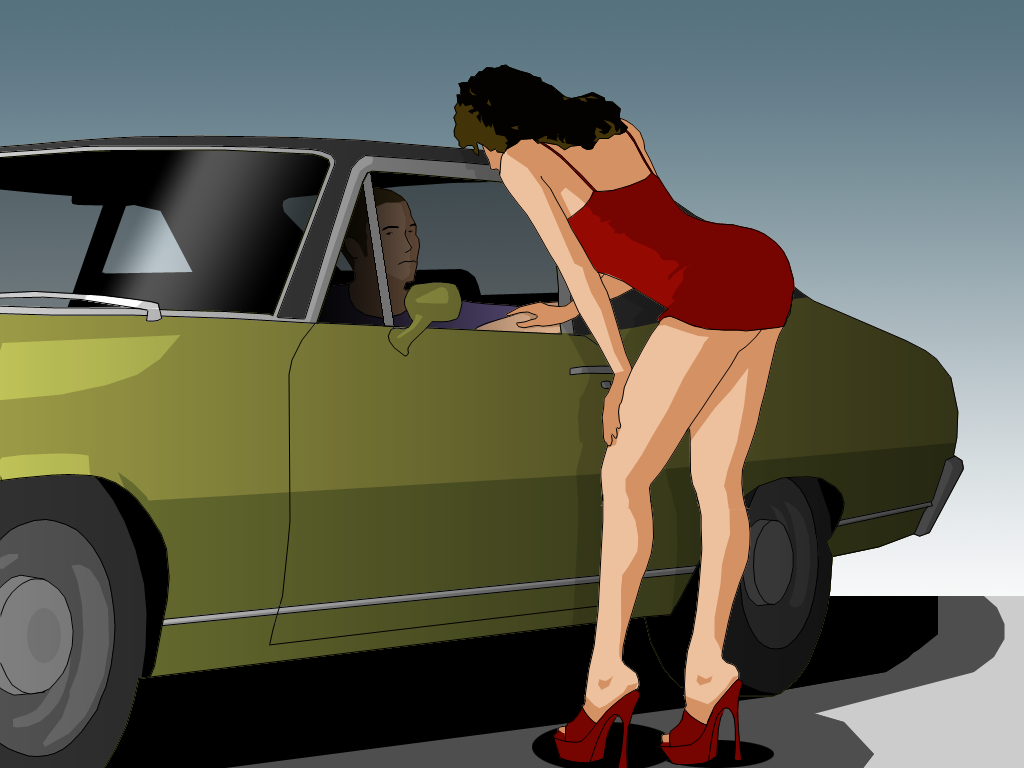
رسم فني لدعارة الشارع

دعارة الشوارع هو شكل من أشكال الدعارة حيث بائعة الجنس تلتمس الزبناء من الأماكن العامة، و عادة من الشارع، في الوقت الذي تنتظر المومسات في زوايا الشوارع أو تمشي في جانب الشارع، ولكن أيضا في غيرها من الأماكن العامة مثل الحدائق والمقاعد العامة، ...إلخ.
غالبا ما ترتدي العاهرات ألبسة استفزازية. قد يتم تنفيذ الفعل الجنسي في سيارة الزبون أو في موقع منعزل قريب الشارع، أو في شقة العاهرة أو في غرفة موتيل مستأجرة. أظهرت دراسة في المملكة المتحدة أن ما يصل إلى 95٪ من النساء في الدعارة يتعاطين المخدرات، بما في ذلك المستخدمات الهيروين نحو 78٪ وارتفاع عدد مدمني كراك الكوكايين. كثيرا ما تعاني المومسات من الإساءة، وأكثر من نصف نساء البغاء في المملكة المتحدة تعرضن للاغتصاب و/أو الاعتداء الجنسي، وقد لا يقل عن ثلاثة أرباع اعتداء جسديا.
وجدت دراسة عالمية للدعارة أن 9 من أصل 10 نساء في الدعارة ترغب في الخروج إذا استطعن.

## المخاطر و الأبحاث
المومسات في الشوارع هن عرضة للاعتداءات الجسدية والجنسية، فضلا عن السلب و الإستغلال التام، من طرف الزبناء والقوادين. دراسة ميدانية للباحث ميليسا فارلي لـ 854 من المومسات في تسعة بلدان، بما في ذلك الولايات المتحدة الأمريكية، وجدت أن 95٪ من النساء قد يتعرضن للعنف الجسدي، و 75٪ تعرضن للاغتصاب. 89٪ من النساء اللاتي قابلتهن تفيد انهن تريدن ترك البغاء.
في دراسة أجريت عام 2008 في شيكاغو، وجد اقتصاديان عبر بحث ميداني لوضعية مومسات الشوارع في الولايات المتحدة، أن النساء العاملات دون قوادين يصل متوسط الأجر بالساعة من حوالي 25 دولارا، أما أولئك اللزاتي تعملن مع القوادين يحصلن على 50٪ أكثر. هذا هو ما يقرب من أربعة أضعاف الأجر في الوظائف الأخرى المتاحة لهم.
يتم القبض على المومسات مرة واحدة لكل 450 من لقاءات و عند كل عاشر اعتقال يتم وضعهن في السجن.